# Iwan Pawlowitsch Rosly
Iwan Pawlowitsch Rosly (russisch Иван Павлович Рослый; * 15. Junijul. / 28. Juni 1902greg. im Dorf Petrowa Buda, Gouvernement Tschernigow (heute Oblast Brjansk); † 15. Oktober 1980 in Moskau) war ein sowjetischer Offizier, zuletzt im Range eines Generalleutnant. Zudem wurde ihm 1940 der Ehrentitel eines „Helden der Sowjetunion“ verliehen.

## Leben
Rosly wurde in ländlicher Gegend in eine arme Bauernfamilie hinein geboren. Bis 1924 absolvierte er seine Schulausbildung, bereits während des Bürgerkriegs war er Sekretär des Komsomols der örtlichen Kolchose.
So wurde er auch 1925 bereits nach erst einem Dienstjahr in der Roten Armee zum 151. Schützenregiment als Politoffizier einer Kompanie versetzt. 1929 absolvierte er den entsprechenden Kurs für Politoffiziere an der Infanterieschule in Kiew, wobei er nach seiner Rückkehr auf seinen Dienstposten diesen auch weiter behielt.
Im Dezember 1935 zur 105. Schützendivision der Fernöstlichen Rotbanner-Sonderarmee versetzt, wurde er im August 1936 zum Bataillonskommandeur im 95. Schützenregiment der 32. Schützendivision ernannt.
Nach einem Schützenkurs 1937 absolvierte er die Frunse-Akademie. Mit einer Gruppe aus Lehrern und Studenten der Frunse-Akademie nahm er im September 1939 an der  Sowjetischen Besetzung Ostpolens der Roten Armee teil. Als Stellvertretender Regimentskommandeur des 245. Schützenregiments der 123. Schützendivision/7. Armee/Nordwest-Front nahm er ab Dezember 1939 am Sowjetisch-Finnischen Krieg teil und führte als solcher am 11. Februar auch eine Offensivoperation seines Regiments, während der es den Sowjets gelang, die Mannerheim-Linie zu durchbrechen.
Am 21. März 1940 wurde er sodann „für die vorbildliche Erfüllung von Kampfaufträgen an der Front im Kampf gegen die finnischen Weißgardisten, den gezeigten Mut und erworbenes Heldentum“ im Range eines Majors als „Held der Sowjetunion“ ausgezeichnet.
Er wurde in der Folge ebenfalls in den Rang eines Oberst befördert. Mit Ernennung zum Kommandeur der 4. Schützendivision im April 1940 schloss er die Frunse-Akademie offiziell ab.
Im Deutsch-Sowjetischen Krieg nahm Rosly mit seiner Division 1941 und 1942 an zahlreichen Operationen im Donbass und im Kaukasus teil (am 13. Mai 1942 erfolgte seine Generalsernennung), ehe er am 30. August 1942 das Kommando über das 11. Garde-Schützenkorps der 9. Armee/Transkaukasusfront übernahm. Sein Korps erzielte im Spätherbst einige Erfolge, sodass er im Dezember zum Stellvertretenden Befehlshaber der 58. Armee ernannt. Vom 25. Januar 1943 bis 10. Februar 1943 diente er als Stellvertretender Befehlshaber der 46. Armee und kehrte dann zur 58. Armee zurück.
Von Mitte Juni 1943 bis Kriegsende befehligte er das 9. Rotbanner-Schützenkorps, welches zunächst als Teil der 58. Armee, später der 5. Stoßarmee und der 57. Armee, ab August 1944 wieder als Teil der 5. Stoßarmee, am Krieg teilnahm. Die 5. Stoßarmee war seit Ende Oktober 1944 der 1. Weißrussischen Front unterstellt, welche u. a. an der Einnahme Warschaus und an der Erstürmung Berlins beteiligt war.
Infolgedessen wurde Rosly am 4. Mai 1945 durch Generaloberst Nikolai Erastowitsch Bersarin, dem Befehlshaber der 5. Stoßarmee, für einen zweiten „Helden der Sowjetunion“-Titel vorgeschlagen, die Auszeichnung wurde jedoch durch höhere Instanzen zu einem Lenin-Orden „reduziert“.
Bei der berühmten Moskauer Siegesparade von 1945 befehligte er das Kombinierte Regiment der 1. Weißrussischen Front.
Nach dem Krieg diente er von 1945 bis 1947 als Stellvertretender Befehlshaber der 11. Garde-Armee. Im Anschluss absolvierte er den Generalstabskurs an der Höheren Militärakademie der RABA „K.J. Woroschilow“ und war ab August 1948 wieder Stellvertretender Befehlshaber der 11. Garde-Armee. Im August 1949 wurde er zum Kommandeur des 16. Königsberger Garde-Schützenkorps ernannt, ab September 1955 war er wiederum Erster Stellvertretender Befehlshaber der 11. Garde-Armee. Zwischen März 1957 und Mai 1961 war er Erster Stellvertretender Kommandeur des Militärbezirks Vorkarpaten (auf dem Gebiet der heutigen Westukraine) und wurde dann in den Ruhestand entlassen.
Begraben wurde er auf dem Kunzewoer Friedhof.

## Dienstgrade
- Major
- Oberst (1940, unter Überspringung des Dienstgrades eines Oberstleutnants)
- Generalmajor (13. Mai 1942)
- Generalleutnant (20. April 1945)[4]

## Auszeichnungen
- Held der Sowjetunion (21.03.1940, Verleihungsnummer Nr. 115)
- drei Leninorden (21.03.1940, 29.05.1945, 15.11.1950)
- vier Rotbannerorden (13.12.1942, 3.11.1944, 6.04.1945, 5.11.1954)
- Suworoworden II. Klasse (19.03.1944)
- Kutusoworden II. Klasse (17.09.1943)
- Bogdan-Chmelnizki-Orden II. Klasse (13.09.1944)
- Medaille „Für die Verteidigung des Kaukasus“
- Medaille „Für die Einnahme Berlins“
- Medaille „Für die Befreiung Belgrads“
- Medaille „Für die Befreiung Warschaus“
- Jubiläumsmedaille „Zum Gedenken an den 100. Geburtstag von Wladimir Iljitsch Lenin“
- Medaille „Sieg über Deutschland“
- Medaille „20. Jahrestag des Sieges im Großen Vaterländischen Krieg 1941–1945“
- Medaille „30. Jahrestag des Sieges im Großen Vaterländischen Krieg 1941–1945“
- Medaille „Veteran der Streitkräfte der UdSSR“
- Medaille „30 Jahre Sowjetarmee und Flotte“
- Medaille „40 Jahre Streitkräfte der UdSSR“
- Medaille „50 Jahre Streitkräfte der UdSSR“
- Medaille „60 Jahre Streitkräfte der UdSSR“
- Orden des Grunwald-Kreuzes III. Klasse (24.04.1946)
- Orden Tudor Vladimirescu III. Klasse
- Medaille für Oder, Neiße, Ostsee (15.04.1946)
- Medaille für Warschau 1939–1945 (27.04.1946)
- Medaille "25. Jubiläum der Befreiung des Vaterlandes"[4]

## Gedenken
Neben Gedenktafeln und der Ehrenbürgerschaft von Wladikawkas wurde 2021 über ihn ein historischer Spielfilm mit dem Titel Held-115 (in Anspielung auf die Verleihungsnummer seines „Helden der Sowjetunion“-Titels) gedreht und veröffentlicht.

## Schriften
- Schlachten in Finnland: Erinnerungen der Teilnehmer – Voenizdat, Moskau 1941, 428 S.
- Stehen und siegen – DOSAAF, Moskau 1977, 256 S. – (Für die Ehre und den Ruhm des Vaterlandes).
- Der letzte Halt – in Berlin – Wojennyje memuary, Wojenisdat, Moskau 1983, 320 S.